# Крестьянинов, Александр
Александр Крестьянинов (род. 18 сентября 1971) — российский легкоатлет, специалист по бегу на длинные дистанции, кроссу и марафону. Выступал на профессиональном уровне в 1993—2013 годах, чемпион России в беге на 20 км, призёр первенств всероссийского значения, победитель ряда крупных международных стартов на шоссе. Представлял Пермскую область.

## Биография
Александр Крестьянинов родился 18 сентября 1971 года. Занимался лёгкой атлетикой в Пермской области, выступал за Профсоюзы.
Впервые заявил о себе на международной арене в сезоне 1993 года, когда с результатом 2:18:21 финишировал шестым на Мадридском марафоне. Позднее стал четвёртым в беге на 10 000 метров на Мемориале братьев Знаменских в Москве, установив свой личный рекорд — 28:54.59.
После некоторого перерыва в карьере в 1997 году вернулся в бег по шоссе, в частности одержал победу в дисциплине 20 км на открытом чемпионате России по бегу по шоссе, прошедшем в рамках 28-го Пробега памяти Ю. А. Гагарина в Щёлково. Также был одиннадцатым и пятым на полумарафонах в Нижнем Новгороде и Москве соответственно.
В 1998 году выиграл бронзовую медаль в полумарафоне на открытом чемпионате России по бегу по шоссе в Адлере. С этого времени активно выступал на различных коммерческих стартах в Европе, преимущественно на территории Франции.
В 1999 году получил серебро в полумарафоне на чемпионате России по бегу по шоссе в Адлере, отметился победами на марафонах в Шарлевиль-Мезьер и Ла-Рошель, в составе российской сборной стартовал на чемпионате Европы по кроссу в Веленье, где занял 69-е место.
В 2000 году выиграл Севильский марафон, стал третьим на Ганноверском марафоне, бежал 5000 и 10 000 метров на чемпионате России в Туле.
В 2001 году на чемпионате России по полумарафону в Сочи с личным рекордом 1:03:50 пришёл к финишу шестым. Помимо этого, финишировал четвёртым на Мадридском марафоне, третьим на марафоне в Мон-Сен-Мишель (установил личный рекорд — 2:15:35), 11-м на Монакском марафоне.
В 2002 году помимо прочего был пятым на Севильском марафоне и восьмым на Реймсском марафоне.
В 2003 году занял 17-е место на полумарафоне в Лиле, 10-е место на Реймсском марафоне.
Впоследствии ещё в течение десяти лет успешно выступал на различных небольших коммерческих стартах во Франции. Завершил спортивную карьеру по окончании сезона 2013 года.